# Bail Organa
 (juillet 2014).
Si vous disposez d'ouvrages ou d'articles de référence ou si vous connaissez des sites web de qualité traitant du thème abordé ici, merci de compléter l'article en donnant les références utiles à sa vérifiabilité et en les liant à la section « Notes et références ».
Personnage de fiction apparaissant dans
Star Wars.
Bail Organa est un personnage de Star Wars. Sénateur sur Coruscant de la planète Alderaan, il apparaît notamment dans Star Wars, épisode II : L'Attaque des clones, Star Wars, épisode III : La Revanche des Sith, Rogue One: A Star Wars Story, ainsi que dans les séries Obi-Wan Kenobi et Andor. C'est un pionnier de la Rébellion qui a été membre de la délégation des 2000. Après l'Ordre 66, il vient en aide aux Jedi Yoda et Obi-Wan Kenobi et assiste avec eux à la naissance des jumeaux Luke Skywalker et celle qu'il va adopter avec sa femme : Leia Organa, qui le remplacera plus tard au Sénat impérial.
Grand défenseur de la démocratie, il essaie d'alerter l'opinion sur le danger que représente un dirigeant comme Palpatine. Voyant la démocratie mourir sous ses yeux, il est l'un des fondateurs de l'Alliance rebelle avec Mon Mothma. Il est tué lors de la destruction d'Alderaan par l'Étoile de la mort.

## Histoire
Bail Organa naquit sur Alderaan. Après un conflit qui fut réglé à l'aide du maître Jedi Jorus C'baoth, il épousa la reine Breha d'Alderaan et fut proclamé vice-roi de la planète. Il prit également les fonctions de sénateur en remplacement de Bail Antilles.
Ardent défenseur de la démocratie et de la République galactique, il fit partie du Comité Loyaliste lors de la crise séparatiste et soutint le Chancelier Suprême Palpatine. Il soutint également la motion du représentant Binks afin d'attribuer les pleins pouvoirs au Chancelier à la veille de la guerre des clones. Néanmoins, grâce à l'ex-Chancelier Finis Valorum, il se rendit compte durant le conflit que Palpatine était beaucoup moins bienveillant qu'il voulait bien le montrer et que ses méthodes laissaient pour le moins à désirer. Sa conviction fut renforcée lorsque Palpatine le « menaça gentiment » (selon Organa lui-même), et encore plus lorsque Valorum mourut lors de l'explosion d'un cargo permettant au Chancelier, à la fois d'éliminer cette menace, et de faire passer une loi pour renforcer la sécurité.
Lors du conflit, Organa se rapprocha des Jedi et de certains sénateurs comme Fang Zar, Padmé Amidala et surtout Mon Mothma,, la sénatrice de Chandrila, future dirigeante de l'Alliance rebelle. Bail Organa accueillit Anakin Skywalker et Obi-Wan Kenobi, les deux héros Jedi, après la bataille de Coruscant. Il se trouvait toujours sur Coruscant lorsque l'Ordre 66 fut donné et il se rendit au temple Jedi alors que les clones de la 501e légion le prenaient d'assaut sous le commandement de Dark Vador et du commandant Appo. Il assista en direct au meurtre de Zett Jukassa et parvint à s'enfuir in extremis. Seul son statut de Sénateur lui sauva la vie à ce moment. Il décida alors de partir à la recherche d'éventuels survivants Jedi pour leur porter secours et parvint à réunir Obi-Wan Kenobi et Yoda à bord du Tantive IV. Il fut alors convoqué au Sénat pour une session extraordinaire où Palpatine annonça la fin de la République et le début de l'Empire, ainsi que l'extermination des « traîtres » Jedi.
Il récupéra Yoda à la fin de son duel contre Palpatine et ils partirent alors sur Polis Massa, où Obi-Wan les rejoignit après son propre affrontement avec Dark Vador. Il décida, après l'accouchement et la mort de Padmé Amidala, d'adopter sa fille Leia qu'il ramena alors sur Alderaan auprès de sa femme, Breha, en faisant d'abord un arrêt sur Naboo afin de rendre le corps de Padmé à sa famille. Par la suite, la mémoire de C-3PO est effacée à sa demande.
Dix ans après l'exécution de l'Ordre 66, Leia vit sa vie de jeune princesse âgée de 10 ans sur la planète Alderaan. Rebelle, elle aime fausser compagnie à son entourage et se balader en forêt. Mais elle est capturée par des chasseurs de primes, qui l'emmènent captive à bord de leur vaisseau, et s'avèrent être mandatés par la Troisième sœur, certaine que ce rapt attirera Obi-Wan qui cherchera à sauver la jumelle de Luke. Ignorant le but réel de la capture de sa fille adoptive, Bail Organa se rend personnellement sur Tatooine pour implorer Obi-Wan, la seule personne en qui il a pleinement confiance, de l'aider à la retrouver.
Bail Organa mourut avec sa compagne, Breha, lors de la destruction d'Alderaan par l'Étoile de la mort en 0 avant la bataille de Yavin.

## Œuvres où le personnage apparaît

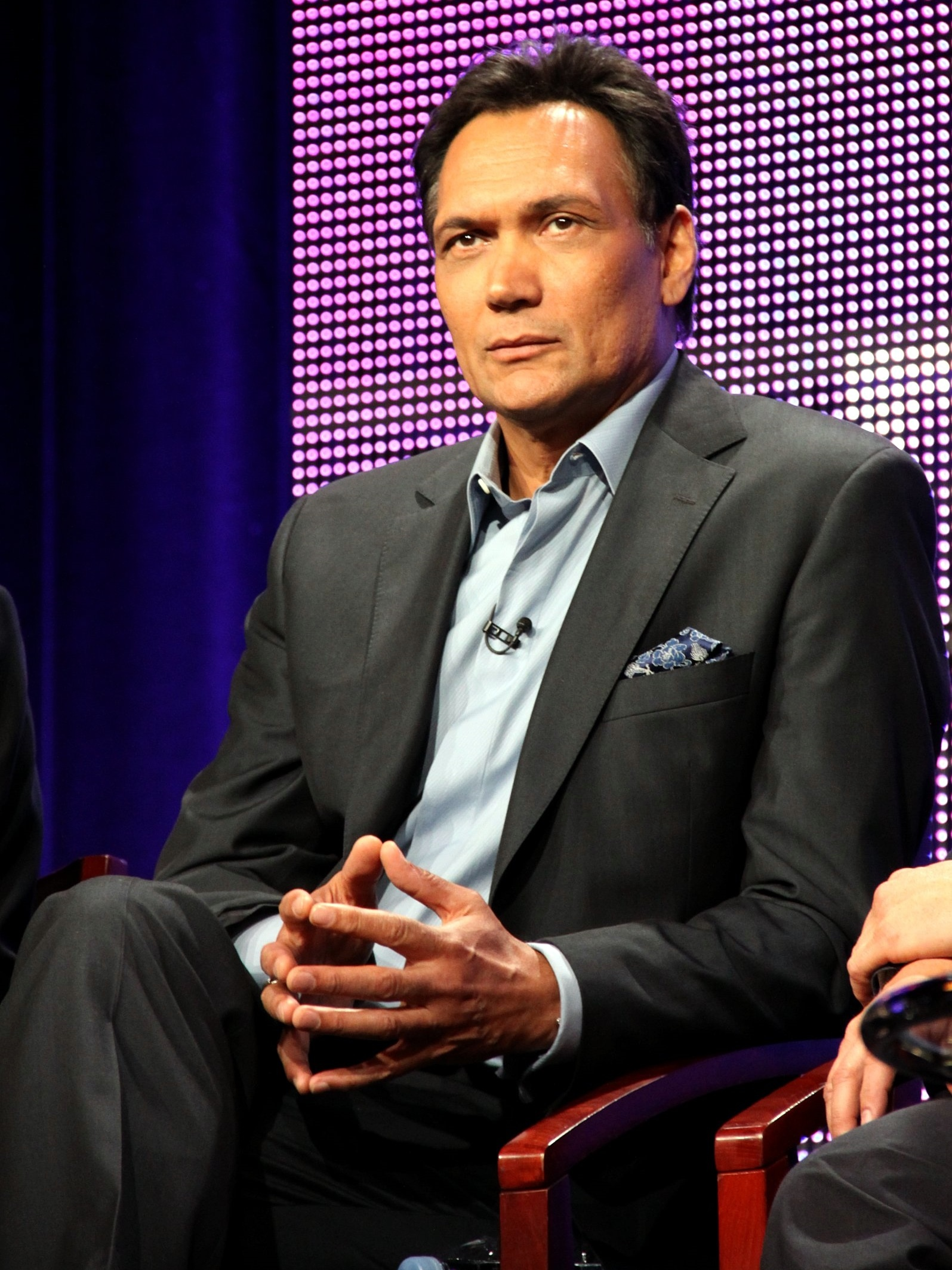
Jimmy Smits incarne le personnage au cinéma.

Sauf indication contraire, les informations mentionnées dans cette section peuvent être confirmées par la base de données cinématographiques IMDb,  présente dans la section « Liens externes ».

### Cinéma
Le rôle de Bail Organa est interprété par Jimmy Smits dans L'Attaque des clones et La Revanche des Sith,.
En août 2016, l'acteur annonce avoir repris son rôle dans Rogue One, premier film spin-off de l’anthologie Star Wars Story,.

### Télévision
Dès 2009, le personnage apparaît dans 8 épisodes de la série d'animation The Clone Wars, doublé en anglais par Phil LaMarr. Ce dernier prête à nouveau sa voix au personnage dans d'autres séries : Lego Star Wars : Les Chroniques de Yoda (2013-2014) et dans deux épisodes de Star Wars Rebels (2014 et 2015).
En 2015, Bail Organa apparaît dans un épisode de la mini-série Lego Star Wars : Les Contes des Droïdes, avec la voix d'Andrew Francis.
En 2022, Jimmy Smits reprend le rôle de Bail Organa dans la mini-série Obi-Wan Kenobi,.
En 2025, Bail Organa est cette fois-ci interprété par Benjamin Bratt dans la saison 2 de la série Andor.

### Jeux vidéo
Le personnage est présent dans Star Wars : Le Pouvoir de la Force (2008).